# Morgan (film)
Morgan je americký hraný film z roku 2012, který režíroval Michael D. Akers podle vlastního scénáře. Film líčí osudy mladého cyklisty, který po nehodě ochrnul a nemůže chodit. Snímek měl světovou premiéru v Los Angeles na filmovém festivalu Outfest 15. července 2012.

## Děj
Morgan Oliver je mladý sportovec, který je po nehodě při tréninku upoután na vozíku, protože ochrnul na dolní končetiny. Je v depresi a v televizi se dívá na cyklistické závody, které bývaly jeho smyslem života. Jednoho dne se v parku seznámí s mladíkem Deanem, který mu pomáhá překonávat psychické problémy a postupně se mezi nimi vyvine milenecký vztah. V obchodě s cyklistickými potřebami si chce nechat sestrojit speciální kolo na ruční pohon. Protože má Morgan po nehodě problémy s erekcí, předepíše mu lékař tablety. Když se Morgan dozví o newyorském cyklistickém závodě, rozhodne se zúčastnit závodu, aby vyhrál peníze. Lékař mu však závodění zakáže kvůli vysokému tlaku, který má po požívání tablet. Morgan navíc nemá peníze na trénink a odmítne mu půjčit jeho matka, kamarádka Lane i Dean. Nechce ho sponzorovat ani majitel cykloobchodu. Se všemi se pohádá a s Deanem se rozejde. Dean má nemocnou matku, která zemře a jede jí na pohřeb. Po návratu se setká s Morganem, který uznal nesmyslnost svého nápadu a opět se se všemi usmíří.

## Obsazení
| Leo Minaya         | Morgan Oliver |
| Jack Kesy          | Dean Kagen    |
| Ben Budd           | Wesley        |
| Theodore Bouloukos | doktor Thomas |
| Darra Boyd         | Lane Williams |
| Madalyn McKay      | Peg Oliver    |

## Ocenění
- International Gay & Lesbian Film Festival, Sacramento: cena publika
- Gay & Lesbian Film Festival, San Diego: cena publika
- Festival QCinema, Fort Worth: cena poroty
- Gay & Lesbian Film Festival, Kansas City: cena poroty
- Gay & Lesbian Film Festival, Chicago: cena poroty
- Festival Out in the Desert, Tucson: cena poroty